# Party z Buenos Ares
Party z Buenos Ares – trzeci album zespołu Buenos Ares wydany przez wytwórnię Green Star w 2000 roku.

## Lista utworów
Opracowano na podstawie materiału źródłowego.
1. „Baby baby” – 3:40
2. „Party” – 3:31
3. „Wszystko widziałam przez...” – 3:59
4. „Anioł czy diabeł” – 3:30
5. „Ciebie mieć” – 3:35
6. „Szmerek” – 3:37
7. „Nie mogę zasnąć” – 5:34
8. „Opamiętaj się” (Remix 2000) – 3:56
9. „Lato gorące” – 4:37
10. „Gra” – 5:24
11. „Taki jesteś” – 5:33
12. „Carnaval Old Dance Megamix '2001” – 3:16
13. „Baby baby” (long version) – 4:18

Wydana równolegle kaseta magnetofonowa (GS 159) nie zawierała dwóch ostatnich utworów dodatkowych oraz piosenki „Gra”.